# Palmela

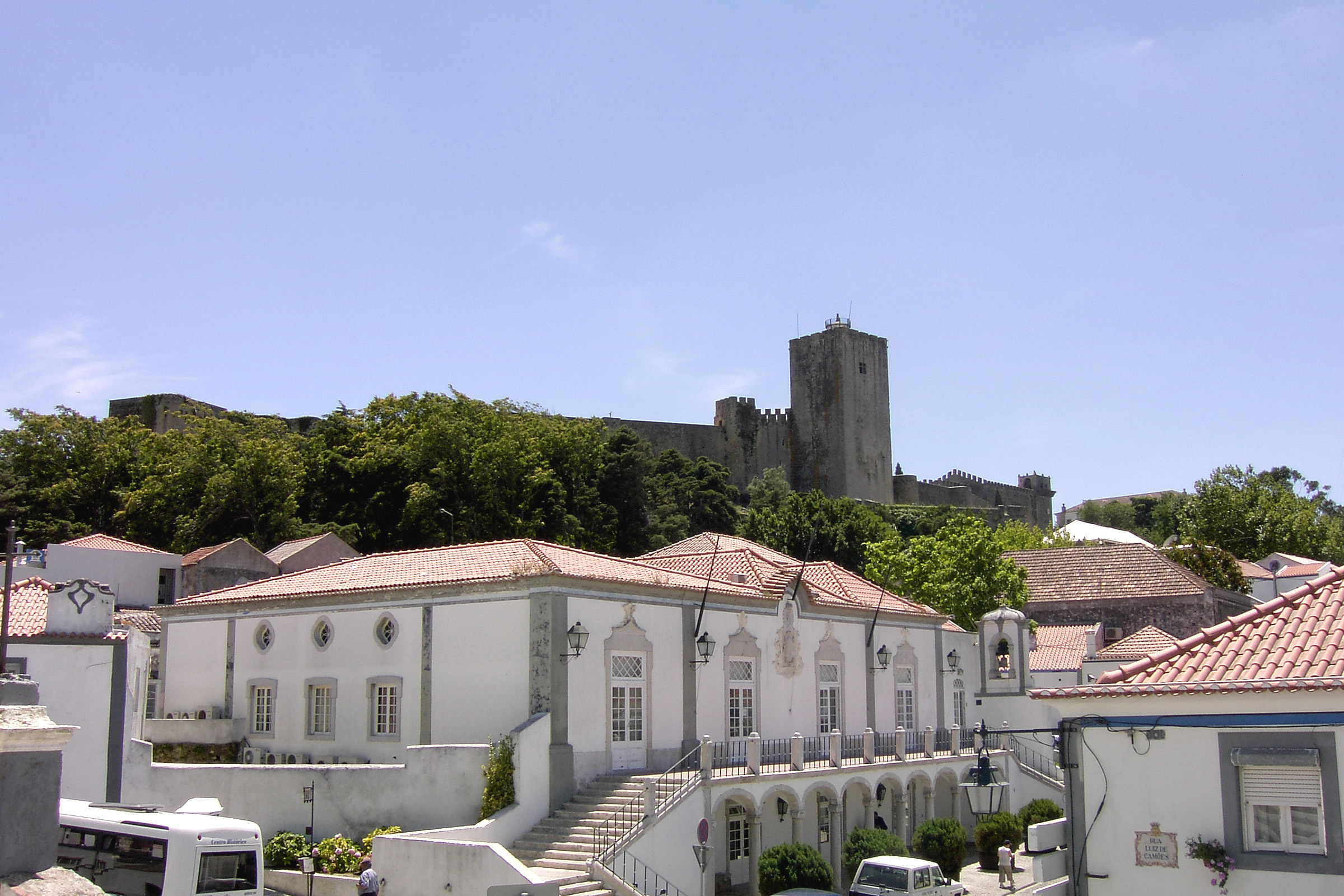
Blick auf Palmela: vorne das Rathaus (Câmara Municipal), hinten die Burg (Castelo de Palmela)

Palmela ist eine Kreisstadt (Vila) in Portugal. Der Landkreis (Concelho) von Palmela gehört zum Distrikt Setúbal und hat 18.790 Einwohner (Stand 19. April 2021).

## Geschichte
Die erste Besiedlung des Gebiets von Palmela und des Hügels, auf dem heute das Castelo de Palmela steht, geht auf die Periode der Jungsteinzeit (Neoliticum) zurück, was mehrere archäologische Funde belegen. Andere Funde bestätigen, dass Palmela um 310 v. Chr. als römische Siedlung genannt wird. In der Zeit um 106 n. Chr. residierte in Palmela einer der römischen Verwalter von Lusitânien, mit dem Namen Áulio Cornélio (oder auch Áulio Cornélio Palma). Danach wurde die Ansiedlung durch die Angriffe der Westgoten zerstört. In der Zeit von 800 bis 1198 lebten die Mauren auf dem Gelände des heutigen Castelo de Palmela und hatten dort bereits erste Befestigungen errichtet. 
Das bekannteste Bauwerk von Palmela ist das Castelo de Palmela, welches sich im ersten Ausbau mit einer Kapelle auf den Santiagoorden nach der Rückeroberung von den Mauren 1205 zurückführen lässt. Heute ist in dieser Burg eine Pousada untergebracht. Von hier aus hat man eine gute Aussicht auf die Küste bei Setúbal, das Naturreservat Serra da Arrábida. Bei gutem Wetter reicht der Blick bis in die Vororte der Hauptstadt Lissabon.
Die Orientierungslauf-Europameisterschaften 2014 fanden im April 2014 in und um Palmela statt.

## Sehenswürdigkeiten
Unter den zahlreichen Baudenkmälern Pamelas sind eine Reihe historischer Wohnhäuser und öffentliche Gebäude, und einige Sakralbauten, etwa die dreischiffige, gotisch-manuelinische Kirche des Santiagoordens, die Igreja de Santiago de Palmela aus dem 15. Jahrhundert. Auch der historische Ortskern als Ganzes steht unter Denkmalschutz. Im Ort selbst befinden sich Grünanlagen wie der Parque Venâncio Ribeiro da Costa.
Im Ortsteil Aldeia de Cima (Gemeinde Quinta do Anjo) liegen die vier Felskuppelgräber von Palmela aus der Kupfer- und Bronzezeit.

## Wirtschaft
Die Gemeinde ist bekannt für ihre Obst- und Weinproduktion.
In den 1990er Jahren wurde die von Volkswagen und Ford gemeinsam errichtete Automobilfabrik Autoeuropa eröffnet. Produziert wurde das intern Mk1 MPV genannte Modell, welches unter den Bezeichnungen Volkswagen Sharan, SEAT Alhambra und Ford Galaxy verkauft wurde. Seit dem Ausstieg der Firma Ford werden in dem Werk nur noch die Volkswagen- und SEAT-Varianten produziert, ergänzt um den VW T-Roc.

## Verwaltung

### Der Kreis
Palmela ist Sitz eines gleichnamigen Kreises. Die Nachbarkreise sind (im Uhrzeigersinn im Norden beginnend): Benavente, Montijo, Vendas Novas, Alcácer do Sal, Setúbal, Barreiro, Moita, nochmal Montijo sowie Alcochete.
Mit der Gebietsreform im September 2013 wurden die Gemeinden (Freguesias) Poceirão und Marateca zur neuen Gemeinde União das Freguesias de Poceirão e Marateca zusammengefasst. Der Kreis besteht seither aus den folgenden vier Gemeinden:
Die folgenden Gemeinden (freguesias) liegen im Kreis Palmela: 

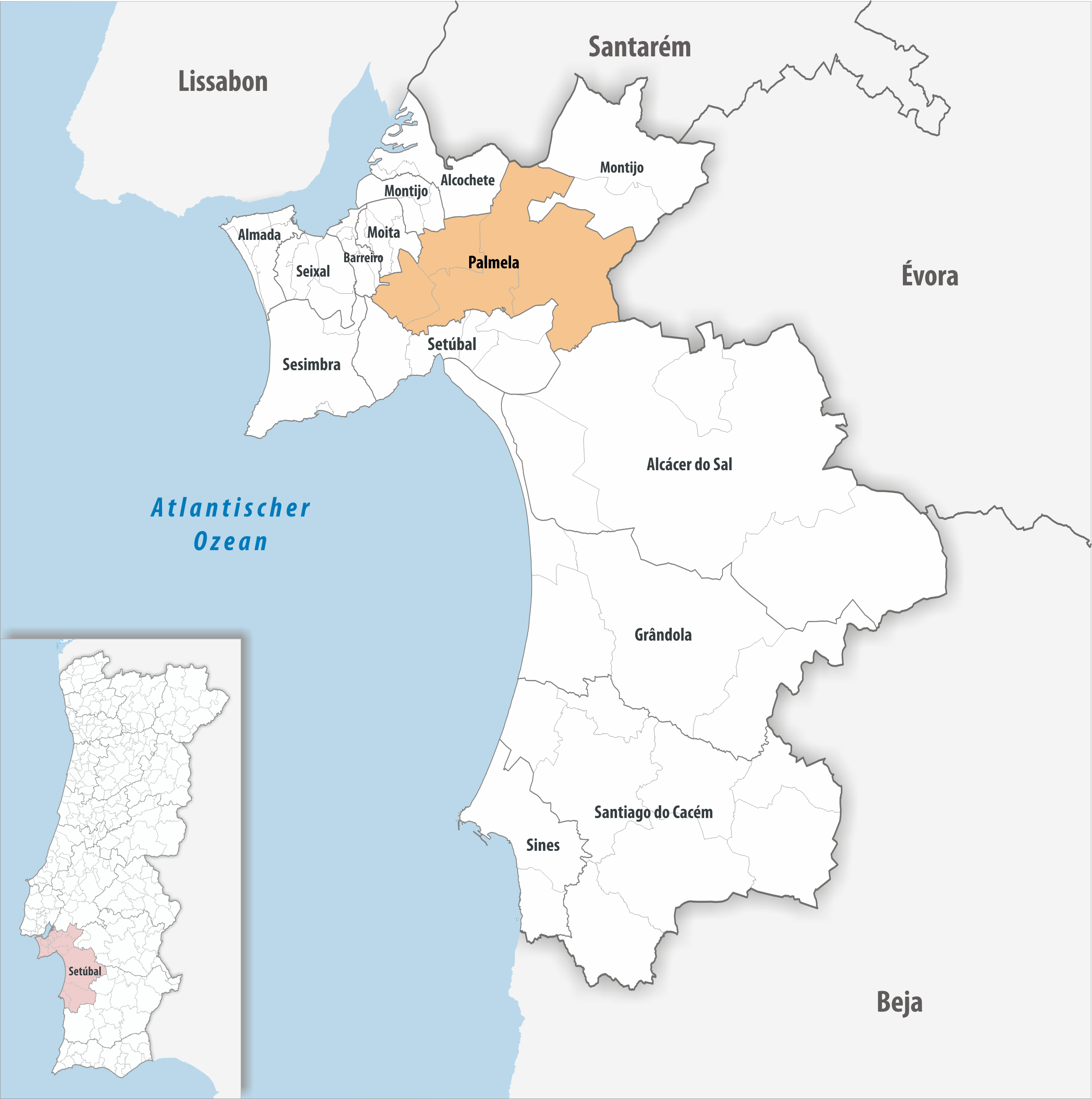
Kreis Palmela

| Gemeinde            | Einwohner (2021) | Fläche km² | Dichte Einw./km² | LAU- Code |
| ------------------- | ---------------- | ---------- | ---------------- | --------- |
| Palmela             | 18.790           | 77,51      | 242              | 150802    |
| Pinhal Novo         | 26.989           | 54,44      | 496              | 150803    |
| Poceirão e Marateca | 8.811            | 282,05     | 31               | 150806    |
| Quinta do Anjo      | 14.262           | 51,12      | 279              | 150804    |
| Kreis Palmela       | 68.852           | 465,12     | 148              | 1508      |

### Bevölkerungsentwicklung
| Einwohnerzahl im Kreis Palmela (1801–2011) | Einwohnerzahl im Kreis Palmela (1801–2011) | Einwohnerzahl im Kreis Palmela (1801–2011) | Einwohnerzahl im Kreis Palmela (1801–2011) | Einwohnerzahl im Kreis Palmela (1801–2011) | Einwohnerzahl im Kreis Palmela (1801–2011) | Einwohnerzahl im Kreis Palmela (1801–2011) | Einwohnerzahl im Kreis Palmela (1801–2011) | Einwohnerzahl im Kreis Palmela (1801–2011) |
| ------------------------------------------ | ------------------------------------------ | ------------------------------------------ | ------------------------------------------ | ------------------------------------------ | ------------------------------------------ | ------------------------------------------ | ------------------------------------------ | ------------------------------------------ |
| 1801                                       | 1849                                       | 1930                                       | 1960                                       | 1981                                       | 1991                                       | 2001                                       | 2011                                       |                                            |
| 4030                                       | 4442                                       | 18.692                                     | 23.155                                     | 36.933                                     | 43.857                                     | 53.353                                     | 62.549                                     |                                            |

### Städtepartnerschaften
- Kap Verde: São Filipe (seit 1996)
- Portugal: Santiago do Cacém (seit 1997)
- Spanien: Jávea (seit 1999)

Zudem bestehen Kooperationsabkommen mit den Orten Barcarrota ( Spanien, seit 1998) und Praia ( Kap Verde, seit 2002).

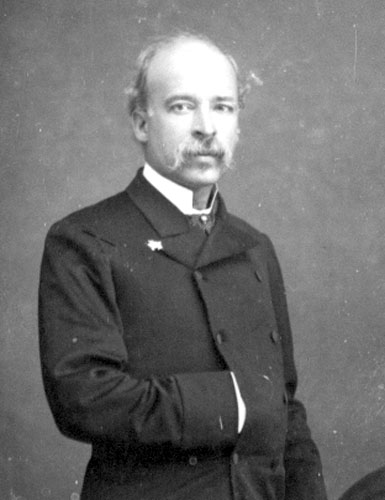
Hermenegildo de Brito Capelo

## Söhne und Töchter der Stadt
- Garcia de Meneses (unbekannt–1484), Bischof von Évora
- Hernandogildo Augusto de Brito Capello (1841–1917), Offizier, Afrikaforscher und Gouverneur von Angola
- Octávio Machado (* 1949), ehemaliger Fußballspieler und heutiger Trainer
- Jorge Salgueiro (* 1969), Musiker und Komponist
- Leonor Andrade (* 1994), Sängerin und Schauspielerin, vertrat Portugal beim Eurovision Song Contest 2015